# Askitario

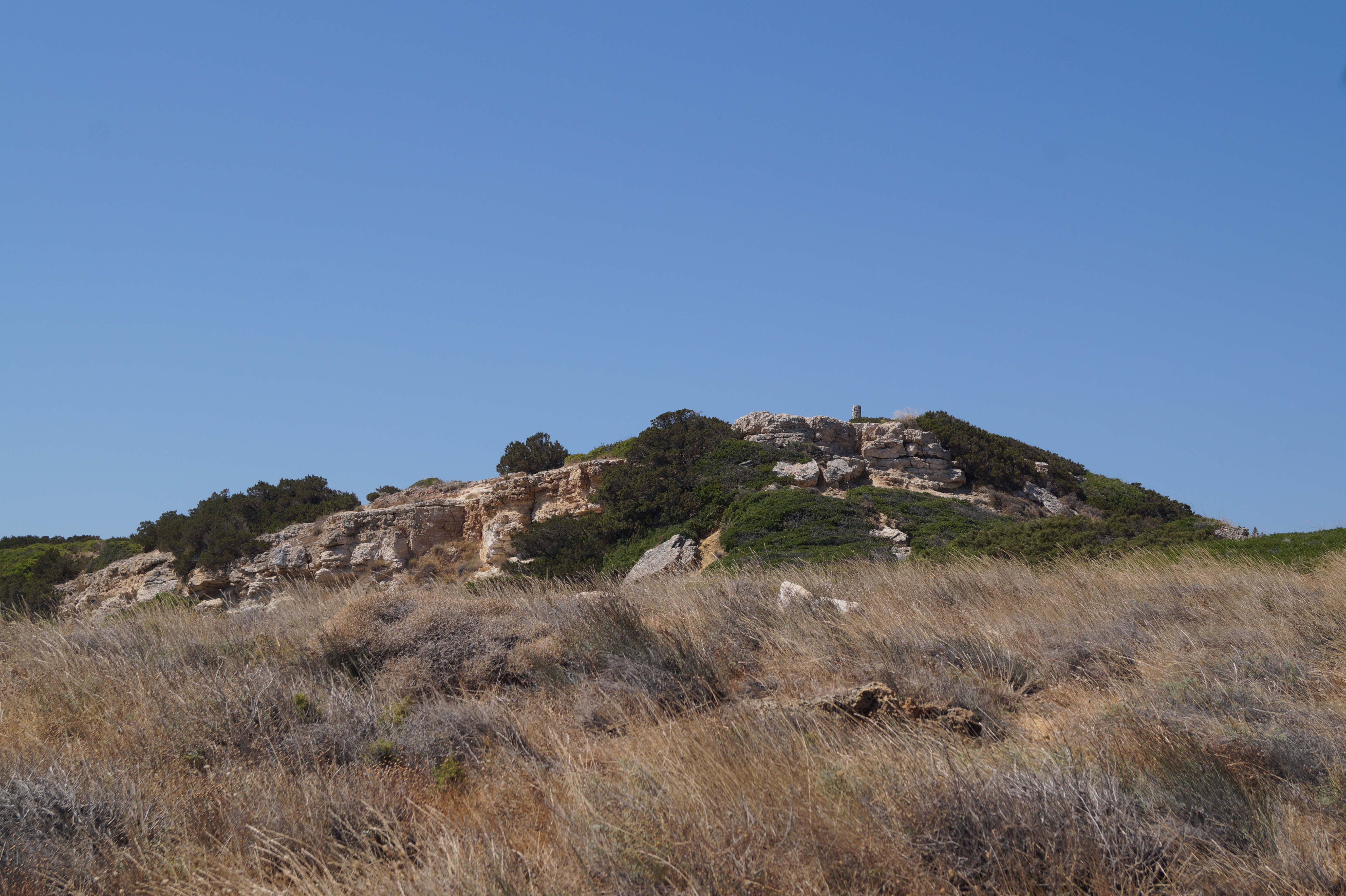
Blick von Norden auf die archäologische Stätte

Askitario (griechisch Ασκηταριό) ist eine archäologische Stätte auf der gleichnamigen kleinen Halbinsel im Osten Attikas. Sie liegt etwa 1,7 km südöstlich des Hafens von Rafina. Im Norden grenzt der Strand von Marikes (Παραλία Μαρίκες) an die Halbinsel.

## Name

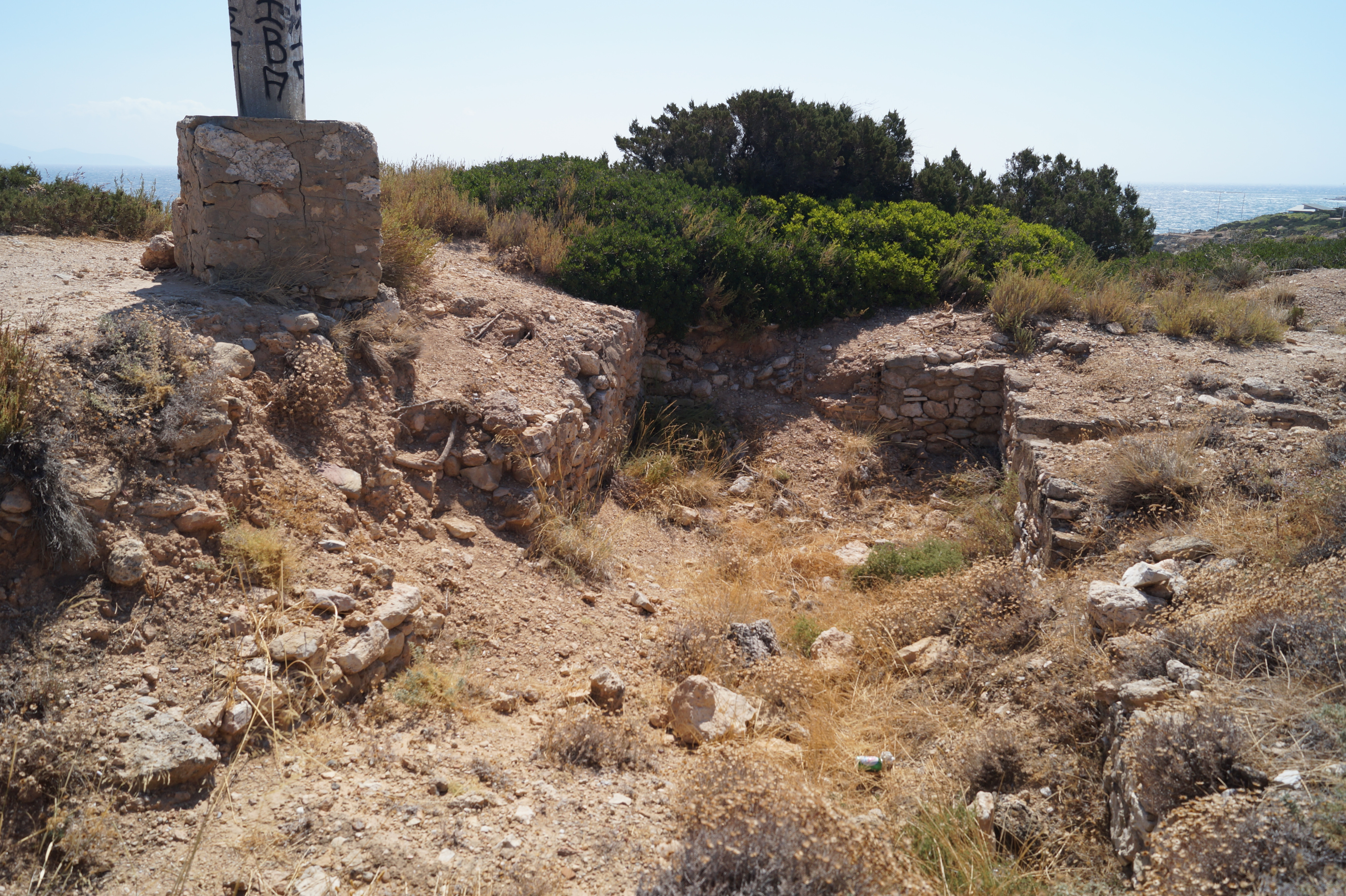
Aussichtsposten der Wehrmacht auf dem höchsten Punkt von Askitario

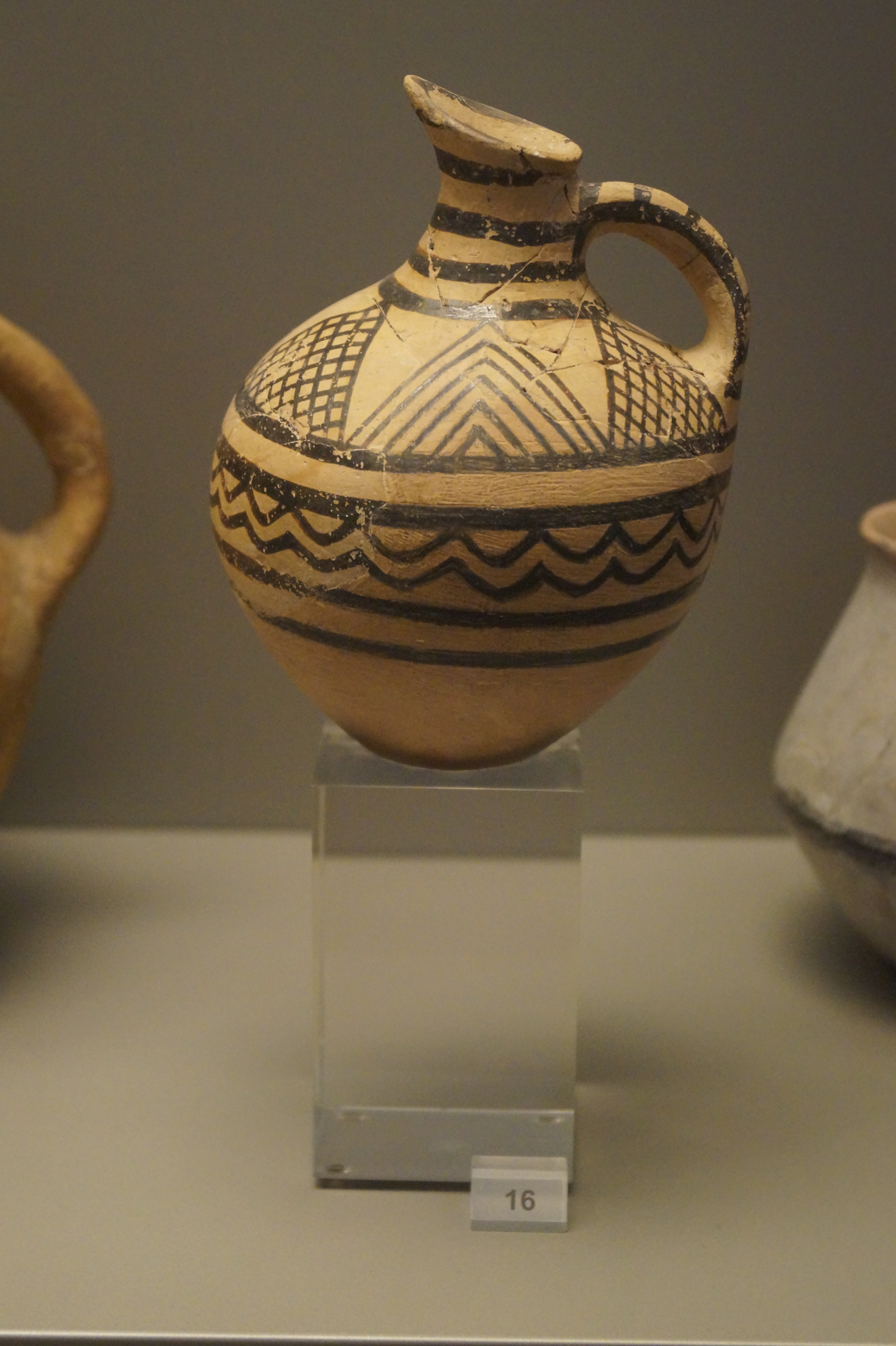
Bemaltes Gefäß aus Askitario II

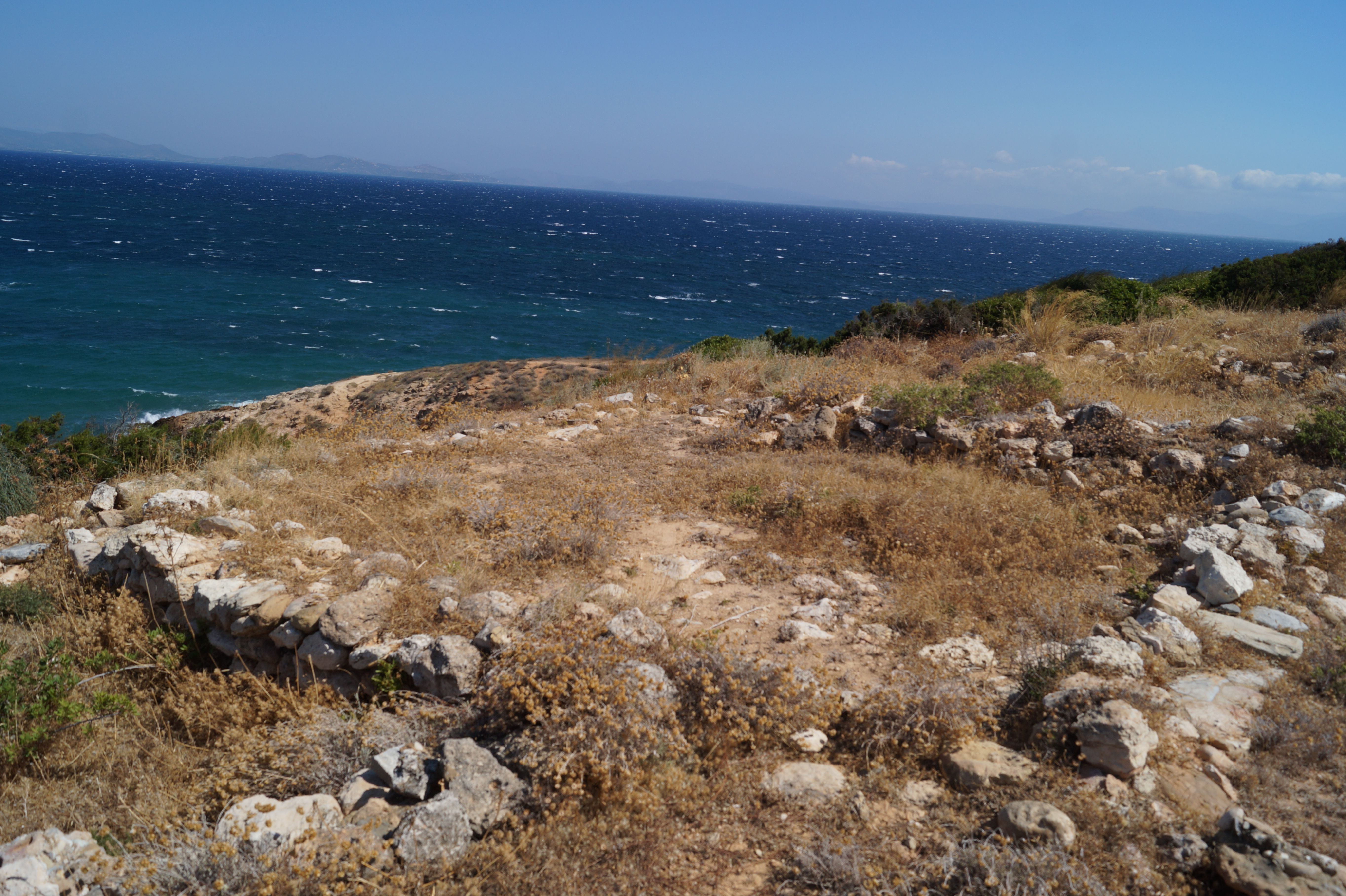
Hauptraum von Haus Α

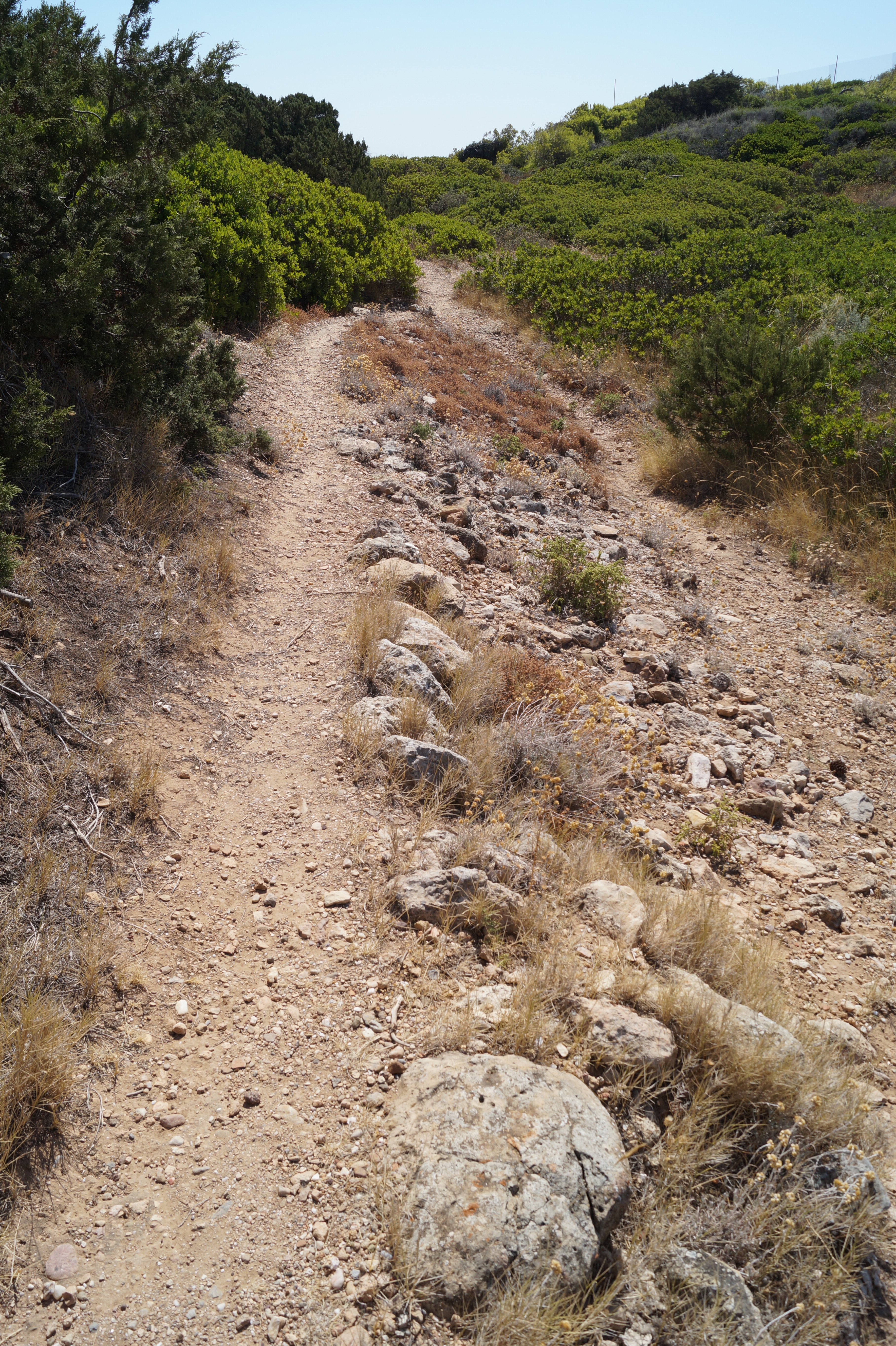
Befestigungsmauer

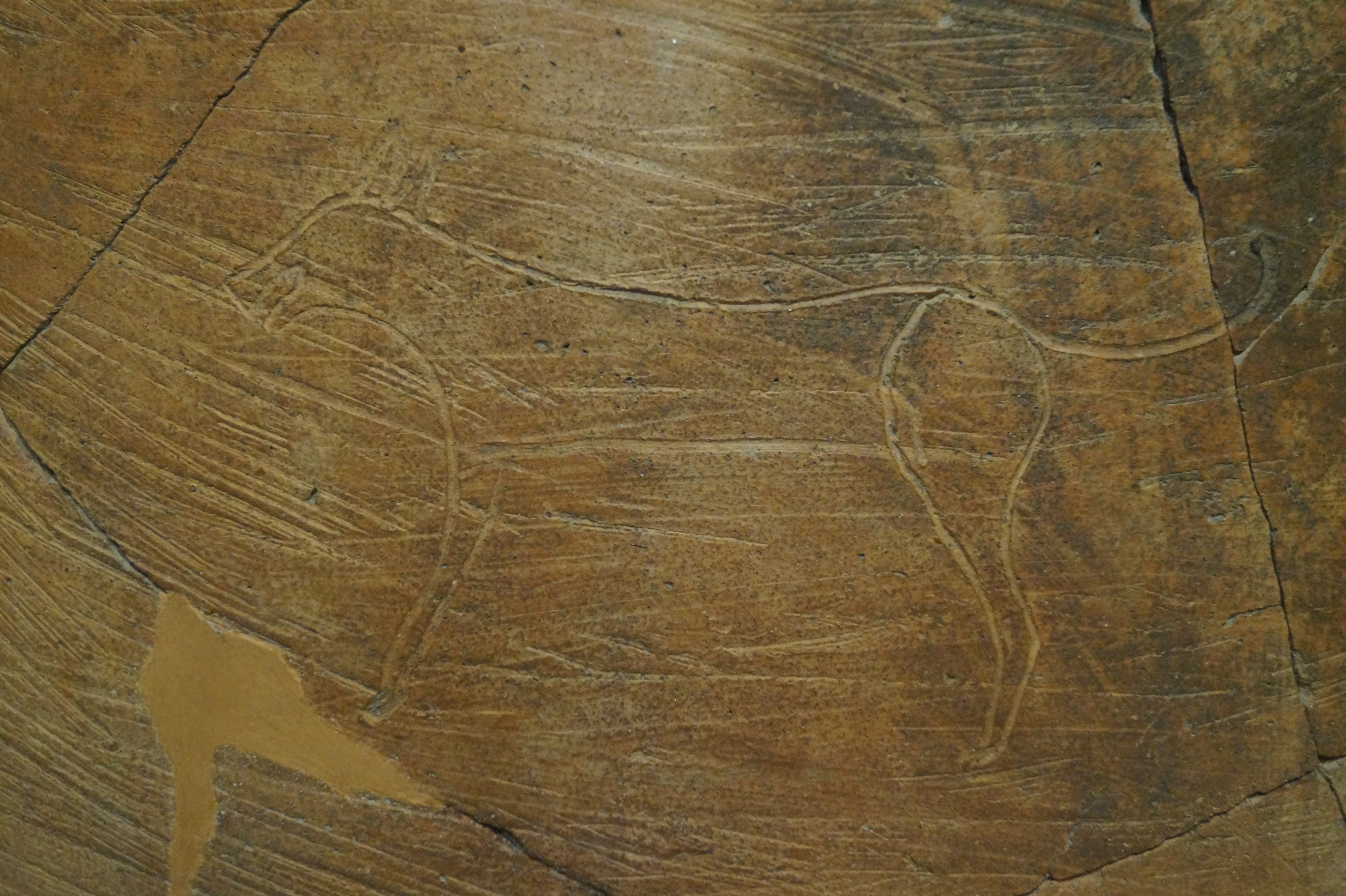
Hundedarstellung auf Pithos

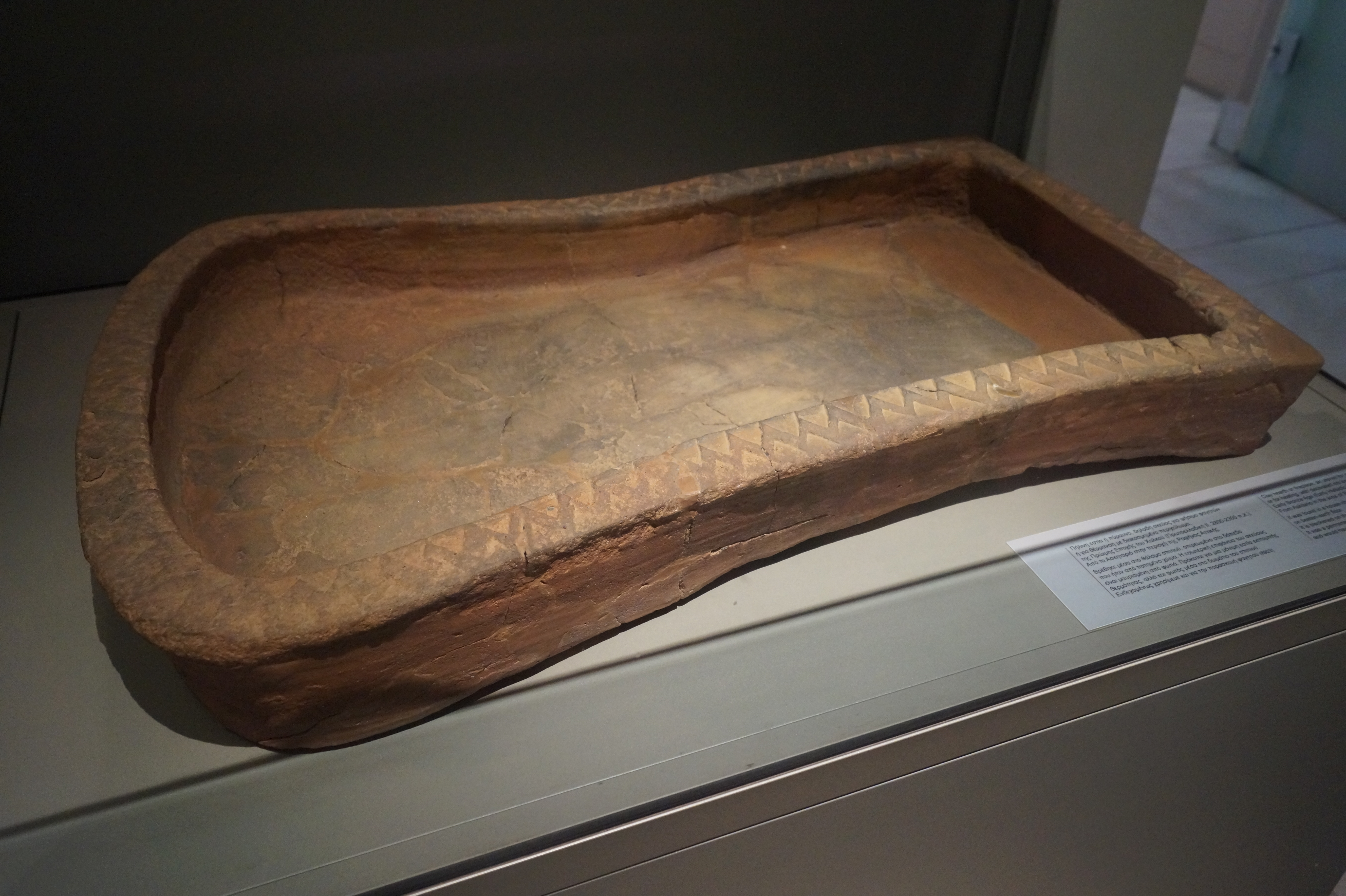
Große Tonschale für das Herdfeuer aus Haus Ε

Der neugriechische Name Askitario bedeutet Einsiedelei. In der Steilküste wurde nahe am Meer eine künstliche Höhle angelegt. Vermutlich handelt es sich hierbei um ein antikes Grab. Die Höhle wandelte später ein Mönch des Klosters Pendeli in eine Einsiedelei um. Die Halbinsel wird auch Kalogeros oder Aetos genannt.

## Beschreibung
1953 führte der griechische Archäologe Dimitris Theocharis auf Askitario Probegrabungen durch. In den folgenden zwei Jahren legte er auf dem höchsten Punkt etwa 25 m über dem Meer eine frühhelladische Siedlung frei. Die Siedlung hatte die Form eines Gleichseitigen Dreiecks von etwa 100 m Kantenlänge und eine Größe von etwa 5000 m². Die nördliche und die östliche Seite werden heute vom steil abfallenden Gelände gebildet, und an der Südwestseite gab es eine etwa 100 m lange Mauer, von der Theocharis 32 m freilegen konnte. Die Mauer war etwa 2,50 m dick und ursprünglich etwa 3 m hoch. An der nördlichen und östlichen Seite konnten keine Mauern nachgewiesen werden. Es ist jedoch möglich, dass durch Erosion das Gelände abgetragen wurde und die Mauern herabgestürzt sind.
Vom Kap aus kann man die Umgebung gut überblicken. So reicht der Blick im Norden bis zum Pendeli und der Bucht von Marathon, im Osten bis nach Südeuböa und im Süden bis Makronisos und den Bergen bei Porto Rafti. Aus diesem Grund wurde im Nordosten des Geländes im Zweiten Weltkrieg ein Aussichtsposten durch die Wehrmacht errichtet. Hierbei wurde ein Teil der vorgeschichtlichen Siedlung zerstört.
Von der frühhelladischen Siedlung konnte Theocharis drei Phasen nachweisen. Außerdem gab es noch wenige Funde aus der Mykenischen Zeit.

### Askitario I
In der untersten Schicht entdeckte man Asche, Tierknochen, Gefäßscherben und nur wenige Steinmauern. Anhand der Keramik kann sie in FH I (3300–2800 v. Chr.) datiert werden. Die Gefäße waren monochrom mit dicker Wandung und der verwendete Ton enthielt Sand und Steine. Sie waren stark poliert und meist von rötlicher oder bräunlicher und selten von heller Farbe. Durch einen Farbverlauf kann auf unregelmäßigen Brand geschlossen werden. Es handelt sich um einfache Gebrauchskeramik mit subneolithischem Charakter. Die Herstellungstechnik erinnert an die ältesten kykladischen Gefäße, und drei Gefäßscherben ähneln Modellen aus dem ägäischen Neolithikum. Aus diesem Grund vermutete Theocharis, dass die Siedlung am Ende des Neolithikums gegründet wurde.

### Askitario II
Auch aus der darüber liegenden Schicht stammen nur wenige Funde und Architekturreste. Sie datiert in die Zeit FH II Früh (etwa 2800–2700 v. Chr.). Die Keramik ist blauschwarz oder rot, hat eine feste Urfirnis-Glasur, und der verwendete Ton war reiner als zuvor. Die häufigste Gefäßform ist die einfache Schale, gefolgt von der sogenannten Sauciere. Große Gefäße wie Pithoi und Amphoren waren nicht glasiert. Es gab auch bemalte Gefäße ähnlich wie sie auf Syros und Naxos gefunden wurden.

### Askitario III
Die oberste Schicht aus dem Frühhelladikum datiert in die Zeit FH II Entwickelt (etwa 2700–2400 v. Chr.). Die verwendete Keramik ist eine Weiterentwicklung der vorhergehenden Phase. Die Glasur ist meist nur noch wässrig glänzend. Die häufigsten Gefäße sind Schalen mit einem Durchmesser von 0,10 m bis 0,15 m, gefolgt von Saucieren. Es gibt eine größere Vielfalt bei den Keramikformen. Aus dieser Zeit wurden im Norden des Ausgrabungsgeländes acht Häuser ausgegraben, davon fünf (Häuser Α, Β, Γ, Ε und Θ) komplett. Aus dieser Zeit stammt auch die Befestigungsmauer im Südosten.
Die wichtigsten Gebäude sind die Häuser Α und Ε. Sie verfügen über einen großen Hauptraum mit Herd, einen kleineren Vorraum, einen schmalen Korridor und einen Innenhof mit Backofen, jedoch ohne Bothros. Die Türen liegen nicht in der Achse des Gebäudes. Die Häusermauern wurden wie in Agios Kosmas zum Teil aus kleinen Steinen mit Mörtel in Fischgrätentechnik erbaut. Die Mauern um den Hof waren niedriger und wurden wahrscheinlich erst später errichtet. Der Hauptraum von Haus Α war gepflastert jedoch nur teilweise verputzt. Aus diesem Grund kann die Lage des Herdes nicht mehr ermittelt werden. Der Herd von Haus Ε lag in der Mitte des Hauptraumes. Er bestand aus einer Tonschale, die auf dem gestampften Lehmboden stand. Entlang der Westwand gab es fünf Vertiefungen von 0,25 m Tiefe und 0,25 m Durchmesser. Sie enthielten Speisereste und Tonscherben. Unter dem Fußboden vor der Westwand des Vorraums fand man ein Kindergrab. Auf einem gepflasterten Boden war das Kind mit angezogenen Beinen und Händen im Nacken beigesetzt worden. Der Leichnam war mit Bruchstücken eines großen Pithos bedeckt worden.
Das kleine Haus Ζ hatte einen kleineren Hauptraum, einen Vorraum und einen Hof. Auch hier lag der Herd in der Mitte des Hauptraumes. Der vordere Zugang zum Haus wurde durch den späteren Bau von Haus Θ zugebaut. Weitere Gebäude sind oft unregelmäßig angelegt und haben schräge Wände. Im Süden des Geländes fand man weitere Gebäudereste. Im Westen in der Nähe der Befestigungsmauer fand man einen Teil einer hufeisenförmigen Mauer. Sie gehörte vermutlich zu einem apsidialen Gebäude. In einem Testgraben fand man die sterblichen Überreste eines Kindes. Sie stammen wahrscheinlich von einem weiteren intramuralen Kinderbegräbnisses.
Anfang der FH III-Zeit (um 2300 v. Chr.) wurde die Siedlung aufgegeben.

### Mykenische Funde
In der mykenischen Zeit wurde Askitario wieder besiedelt. Da die Funde zum Teil direkt an der Oberfläche oder nur wenige Zentimeter darunter lagen, wurden sie durch Erosion und andere Einflüsse stark gestört. Es wurden nur wenige kleine Gebäude nachgewiesen. Die wenigen Scherben datieren in SH II bis SH III A (etwa 1500–1300 v. Chr.).

### Friedhof
Der frühhelladische Friedhof konnte östlich der Siedlung auf einem niedriger gelegenen Teil des Kaps lokalisiert werden. Durch den Bau von Verteidigungsanlagen der Wehrmacht während des Zweiten Weltkriegs wurde er teilweise zerstört. Außerdem wurde das Gelände vermint. Obwohl die Minen bereits geräumt waren, hielt Dimitris Theocharis es für zu gefährlich hier tiefer zu graben. Aus diesem Grund wurde hier nur die Oberfläche begangen. Hierbei fand man Wandverputz der Gräber, Knochen und Teile von Kykladischen Griffschalen, die typische Grabbeigaben in frühkykladischen und frühhelladischen Gräbern waren.

## Funde
Die Funde befinden sich heute im Archäologischen Nationalmuseum in Athen. Sie bestehen hauptsächlich aus Keramikgefäßen und -scherben. Hierunter befinden sich Saucieren, ein Krug mit Griff, der mit Fischgrätenmuster verziert ist, Schalen mit und ohne Fuß, Pithoi und Amphoren. Ein 1,20 m hoher Pithos aus Haus E trägt eine Hundedarstellung in Ritzzeichnung auf dem Hals. Nach ähnlichen Darstellungen aus Ägypten vermutete Theocharis, dass es sich hierbei auch um ein Ideogramm handeln könnte. Ein etwa 0,30 m hohes, kraterförmiges Gefäß war eine der wenigen bemalten Keramiken, die man in Askitario fand. Des Weiteren fand man einen Rost aus Ton mit vier Beinen, ein vierbeiniges Objekt, das vermutlich zur Ablage von Grillspießen diente und eine große Tonschale für das Herdfeuer.
An Metallgegenständen fand man nur eine 8 cm lange Kupfernadel, einen „Barren“ aus Blei, ein Stück Kupferblech und einen röhrenförmigen Bleigegenstand. Aus Stein fand man Mühl- und Reibsteine, eine Steinaxt, Feuersteinklingen und -kerne, ein Teil einer Marmorfigur und ein Bruchstück einer Marmorscheibe.